# الولاماگاد
الولاماگاد یک منطقهٔ مسکونی در سومالی است که در Mudug واقع شده‌است.